# 霍利奥克 (马萨诸塞州)
42°12′15″N 72°37′00″W / 42.20417°N 72.61667°W
霍利奧克（英語：Holyoke），綽號紙城，是美國麻薩諸塞州漢登縣的一個城市，座落於康乃狄克河西岸和湯姆山脈之間。面積59.1平方公里。根據美國2010年人口普查，人口39,880人。 到了 2018 年，估計人口數為 40,358。霍利奧克位於斯普林菲爾德 (Springfield) 北邊 13 公里，屬於斯普林菲爾德大都會區的一部份，為麻薩諸塞州兩個截然不同的都會區之一。
霍利奧克是美國早期規劃的工業城市之一。霍利奧克城與霍利奧克大壩串聯，充分利用哈德利瀑布的水力，是新英格蘭少數建築於格狀規劃上的城市。 在 19 世紀末期，這座城市估計產出美國 80 % 的手寫紙用量，也是美國最大造紙廠建設公司、世界最大造紙廠、絲綢廠、和羊駝毛廠的所在地。 儘管如今在霍利奧克的造紙商家數量已大幅下降，人們通常還是稱它為「紙城」。 如今，這座城市擁有一些專門的製造公司、以及麻州綠色高性能計算中心——一座於 2012 年啟用的校際研究設施。霍利奧克也是排球名人堂的所在地，被稱為是「排球的發源地」。因為這項國際性的奧林匹克運動項目是在 1895 年，在當地的基督教青年會 (YMCA) 韋廉姆·G·摩根 發明並首次進行的。
水力工程師克萊門斯·赫歇爾在1880年代於霍利奧克水力發電公司工作時，發明了文丘里儀表 用來決定霍利奧克運河系統中各個工廠的用水。 這款設備提供了最早能夠精確測量大規模流水的管道，如今被用在一些工程方面，包括供水系統、汽化器、以及飛行儀表。由於有這些市政運河所提供的動力，霍利奧克是該州電力價格最低的地方之一。2016 年，該城市 85% 到 90% 的電力為碳中和，並預計在未來達到 100% 碳中和的目標。
除了來自「中国教育代表团」的交換學生以外，該城市還接待過一名重要的中國官員。1906 年 5 月，陳錦濤——清朝第一名外國學者，被派來霍利奧克研究這裡萌芽中的造紙業和基礎設施，並在經過一個月的觀察後彙報給中國政府。他不只受到了工廠老闆的接待，也受到了市政府親自的接待，包括帶他參觀霍利奧克貯水系統的城市工程師——詹姆斯·提格 。陳錦濤很可能是中國同盟會的一員，後來在清廷和中華民國政府繼續擔任重要職務，包括擔任後者的臨時外交部長。